# Eigergletscher

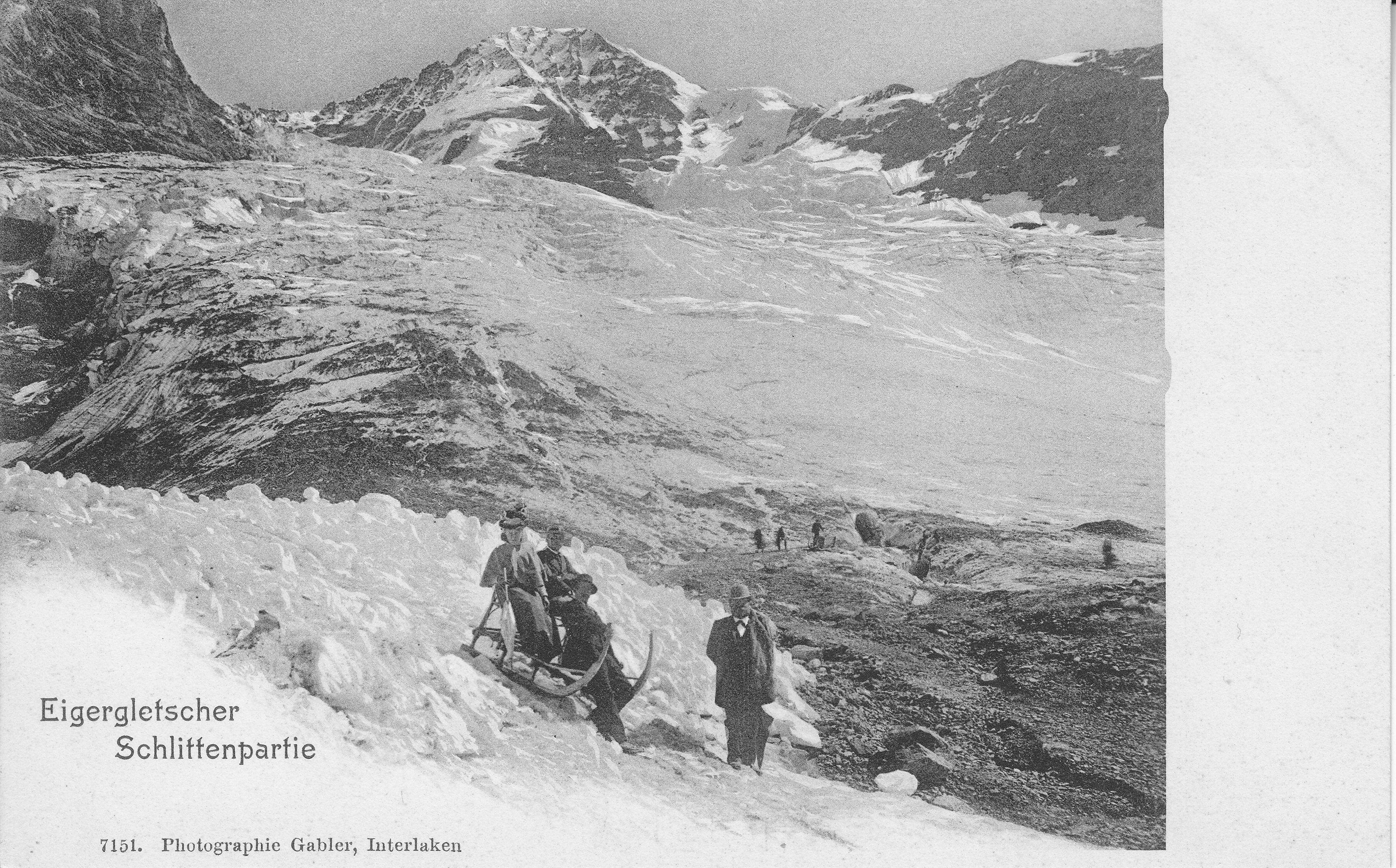
Schlittenpartie am Eigergletscher – Postkarte um 1904

Der Eigergletscher ist ein Gletscher am Westhang des Eigers, im Schweizer Kanton Bern. Er erstreckt sich ab einer Höhe von 3700 m ü. M. hinter dem Kleinen Eiger (Nebengipfel im Westen des Eigers) herum und zieht zum Tal in Richtung Station Eigergletscher. Eine weitere Zunge (3'200 bis 3500 m ü. M.) liegt in Form eines Hängegletschers zwischen dem Eiger und dem Kleinen Eiger. Er hat eine Länge von rund 2,6 km und nimmt eine Fläche von knapp 1,54 km² ein (Stand 2011). Von 1993 bis 2017 hat er sich im Zuge der Gletscherschmelze um etwa 500 m zurückgezogen.

Längenänderung seit Mitte des 19. Jahrhunderts

1990 wurde bei einem Helikopterflug ein durchgehender, grosser Spalt entdeckt. Daraufhin begann die Versuchsanstalt für Wasserbau, Hydrologie und Glaziologie der ETH Zürich (VAW) mit Forschungsarbeiten am Eigergletscher. Forschungsziele waren Erkenntnisse über Hängegletscher und Massnahmen zum Schutz der Jungfraubahnstation. Der drohende Absturz erfolgte 1990, jedoch ohne Schaden anzurichten. Eine automatische Kamera macht seitdem jeden Tag ein Foto des Gletschers.